# Mont Manengouba
Pour les articles homonymes, voir Manengouba.
Le mont Manengouba est un volcan du Cameroun situé entre la région du Littoral et celle du Sud-Ouest. Il est entouré d'une épaisse forêt tropicale.
Il a donné son nom à une espèce d'amphibien, le Phrynobatrachus manengoubensis.

### Filmographie
- Les Brumes du Manengouba, film documentaire de Guillaume de Ginestel, France, 2007, 52 min (DVD)